# Livre de prières d'Albert de Brandebourg
Pour les articles homonymes, voir Albert de Brandebourg et Brandebourg (homonymie).
Le Livre de prières d'Albert de Brandebourg est un manuscrit enluminé exécuté en Flandre, vers 1525-1530, par Simon Bening pour le cardinal Albert de Brandebourg. Il contient 42 miniatures à pleine page et 35 pages décorées de scènes marginales. Il est conservé au J. Paul Getty Museum de Los Angeles, sous la cote MS. Ludwig IX 19.

## Historique

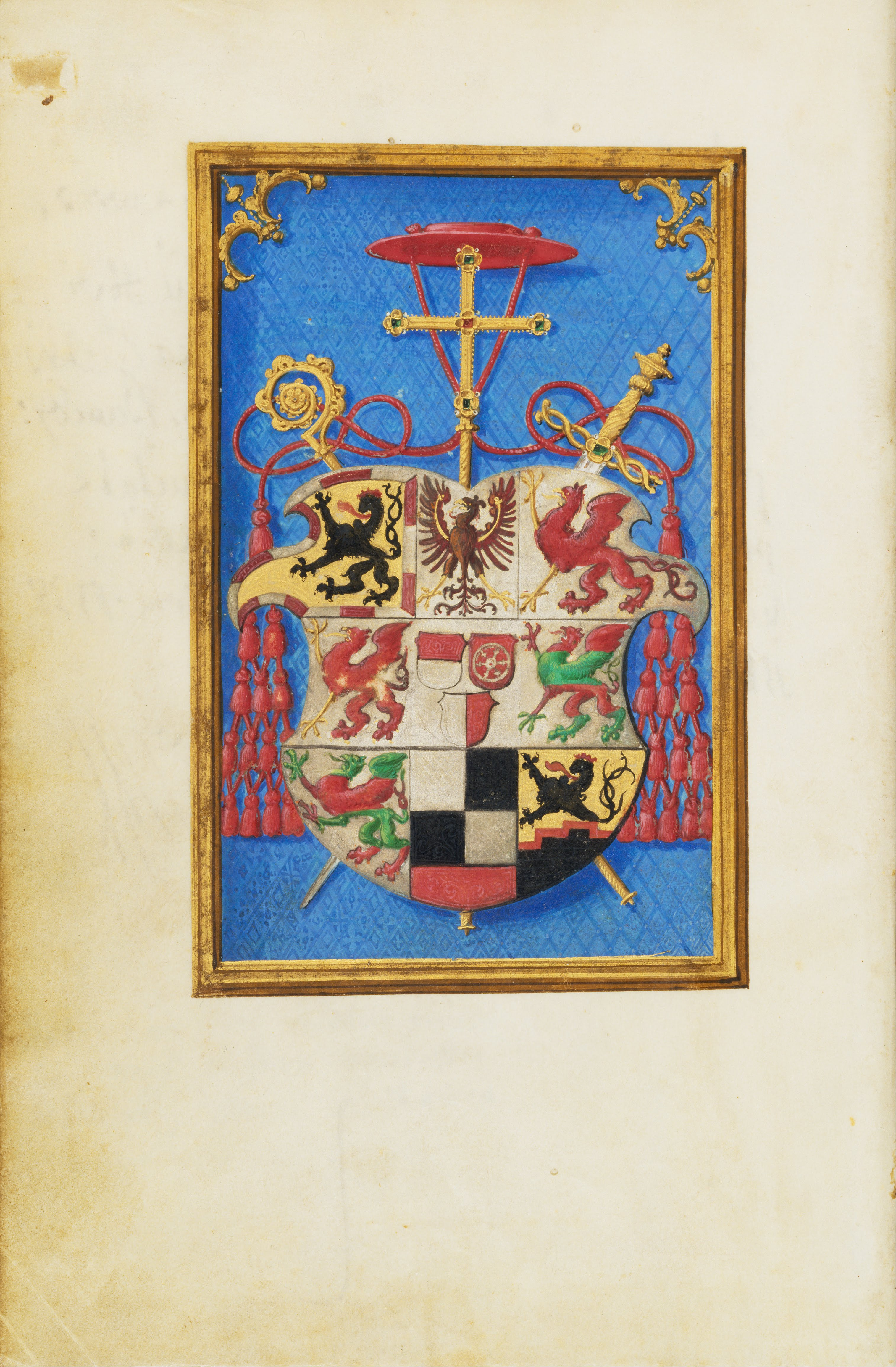
Blason du commanditaire, f.1v.

Le manuscrit est exécuté par l'enlumineur flamand Simon Bening et son atelier. C'est le seul signé de son monogramme « SB », présent au folio 336. Il est commandé par Albert de Brandebourg, Margrave de Brandebourg puis archevêque de Mayence et prince-électeur, par ailleurs collectionneur et mécène. Cette commande suit celle d'un livre d'heures aujourd'hui conservé dans une collection privée. Albert de Brandebourg pourrait avoir connu le travail de Simon Bening par certains membres de son entourage, tel Melchior Pfinzing (de), secrétaire de Maximilien Ier du Saint-Empire et prévôt de l'abbaye Saint-Alban devant Mayence, qui a acquis un livre d'heures du même atelier. Le manuscrit contient, au f.1v, un blason que le cardinal a utilisé jusqu'en 1530, ce qui permet de dater l'œuvre vers 1525-1530.
Par la suite, l'ouvrage semble avoir été acheté par l'archevêque Lothar Franz von Schönborn (1655-1729) pour sa bibliothèque du château de Gaibach (de). Au cours du XIXe siècle, il est acquis par le banquier autrichien Anselm von Rothschild qui le conserve dans son château de Vienne, à partir de 1869, avec d'autres manuscrits flamands dont le livre de prières de Rothschild. Il appartient ensuite au bibliophile suisse Martin Bodmer (1899-1971). En 1960, il est acquis, chez le libraire newyorkais Hans P. Kraus (en), par Irene et Peter Ludwig (de), collectionneurs et mécènes d'Aix-la-Chapelle. Leur collection de manuscrits est acquise par le J. Paul Getty Museum en 1983.

## Description
Le livre comprend une suite de méditations, en langue allemande, sur la vie du Christ et sa passion. Le texte est tiré d'un ouvrage imprimé pour la première fois à Augsbourg en 1521 par Sigmund Grimm et Marx Wyrsund (Gebet und betrachtungen des Lebens des mitlers Gottes und des mentschen unsers herrens Jesu Christi), illustré de 35 gravures sur bois dues au « Maître de Pétrarque », un suiveur d'Albrecht Dürer. Mais Simon Bening ne suit pas l'iconographie du livre. Il préfère s'inspirer de modèles flamands ou de gravures allemandes de Dürer ou de Martin Schongauer. Ainsi, la mise au tombeau reprend une gravure de ce dernier.
Illustré de 42 miniatures à pleine page, c'est le premier manuscrit flamand à contenir un cycle d'images aussi développé. Quelques miniatures illustrent des scènes sans rapport avec la vie du Christ, comme la Naissance de Vénus (f.7v) ou l’Adoration des cinq plaies du Christ (f.335v). Par ailleurs, 35 pages sont décorés de scènes marginales, souvent disposées face à la miniature principale. Pour la plupart, elles illustrent des scènes bibliques qui constituent un lien typologique avec la scène christique.

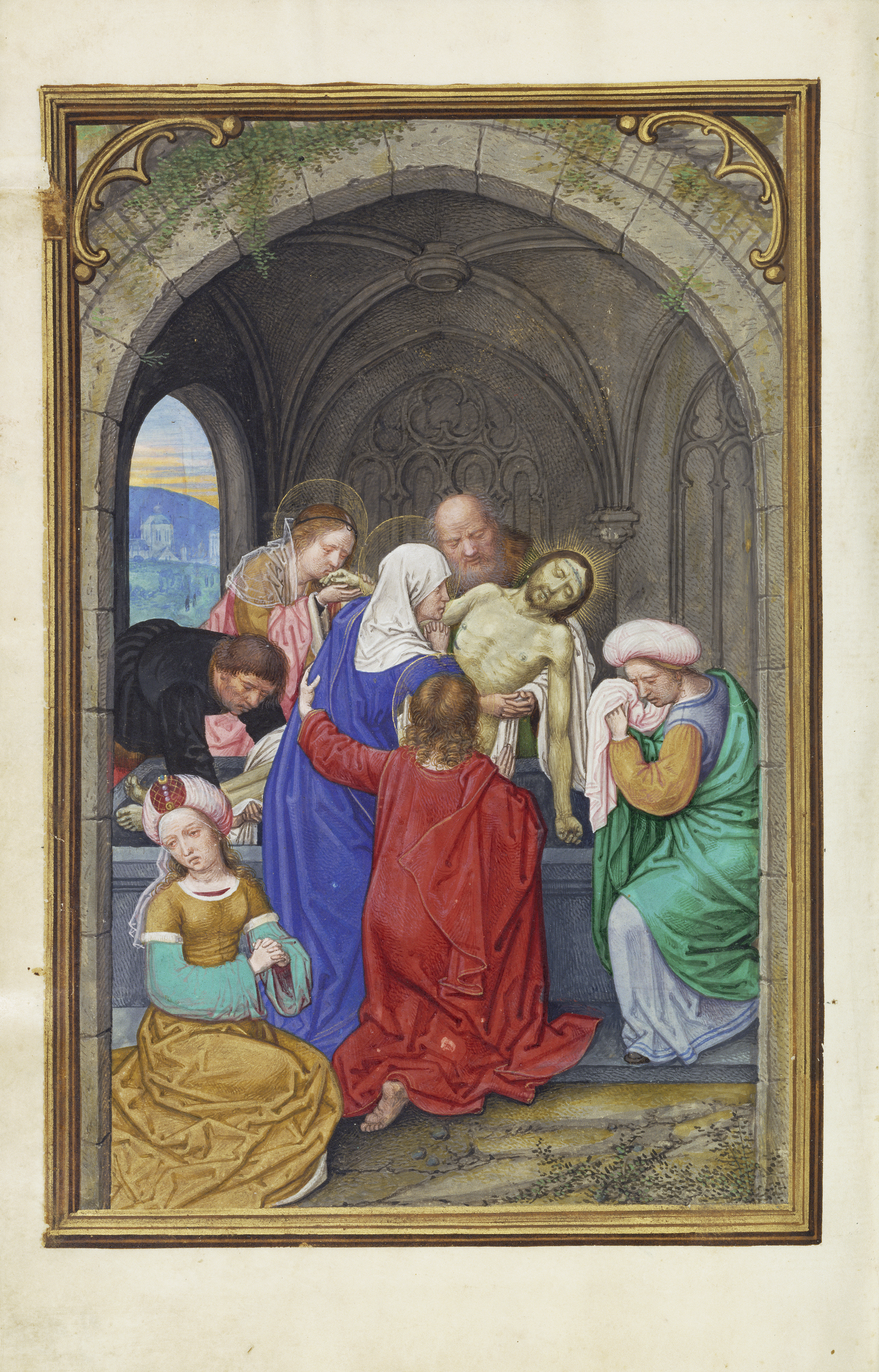
Mise au tombeau, f.328v.
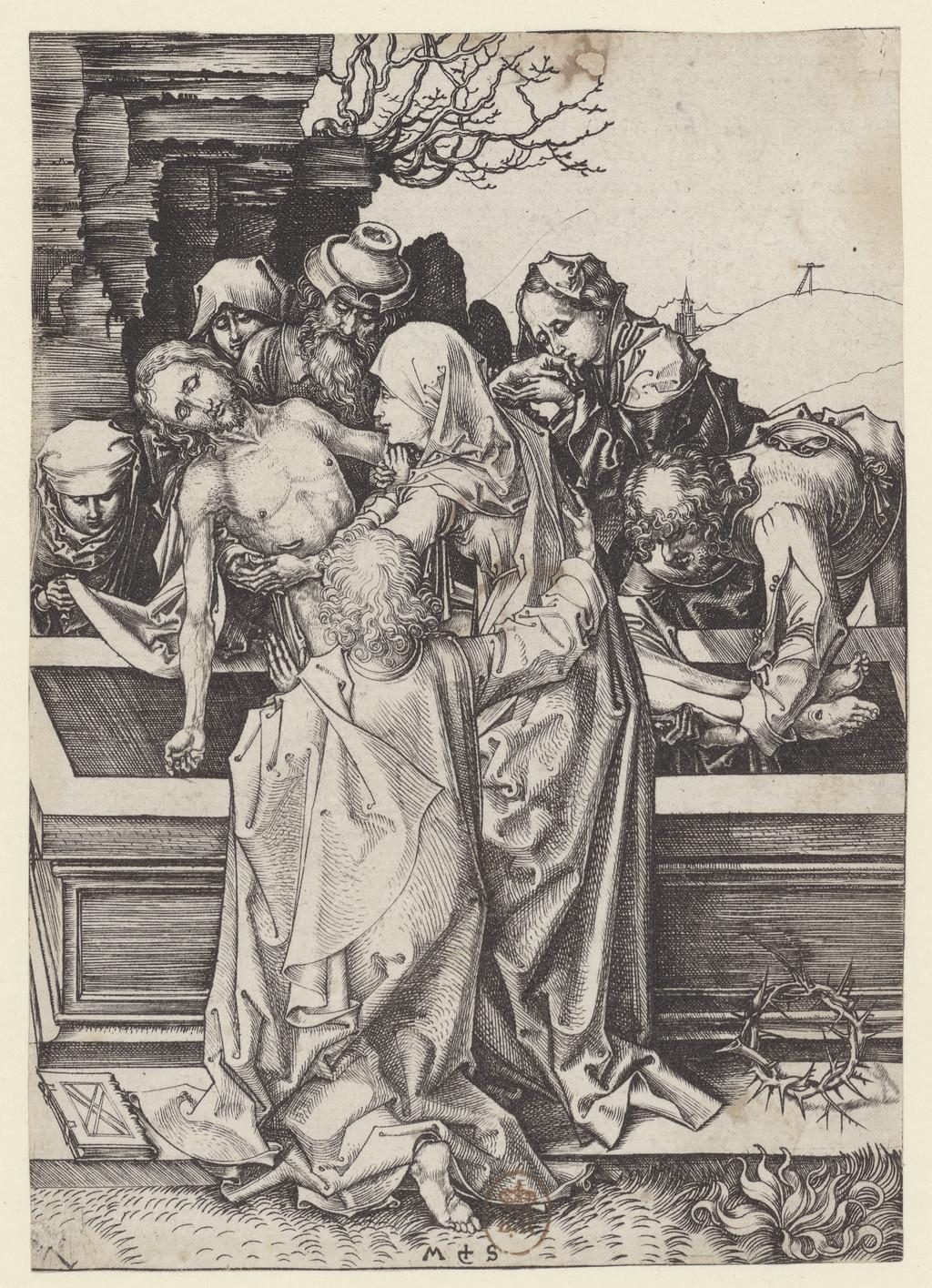
Gravure de la mise au tombeau de Martin Schongauer, BNF.
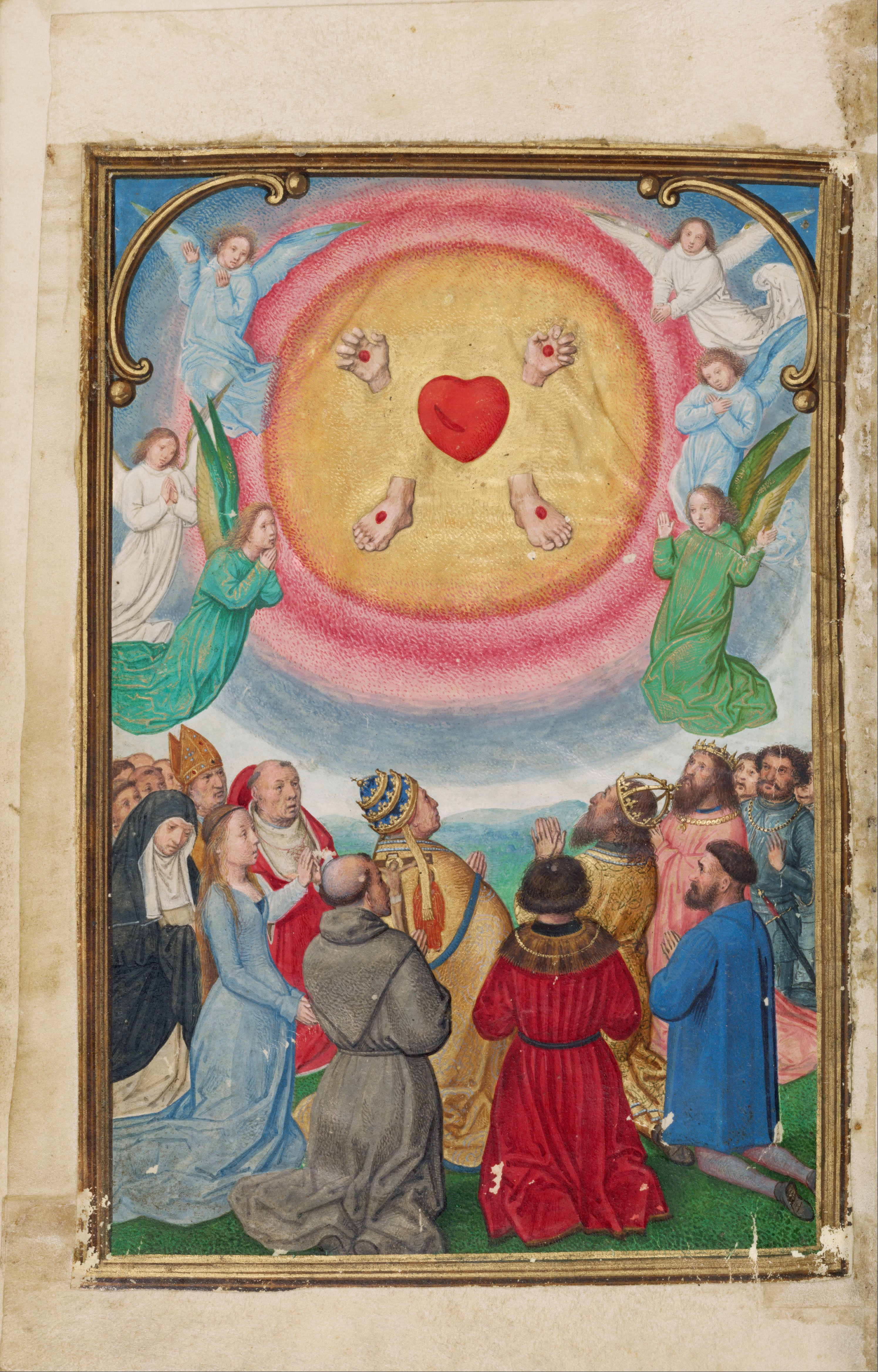
Adoration des cinq plaies du Christ, f.335v.
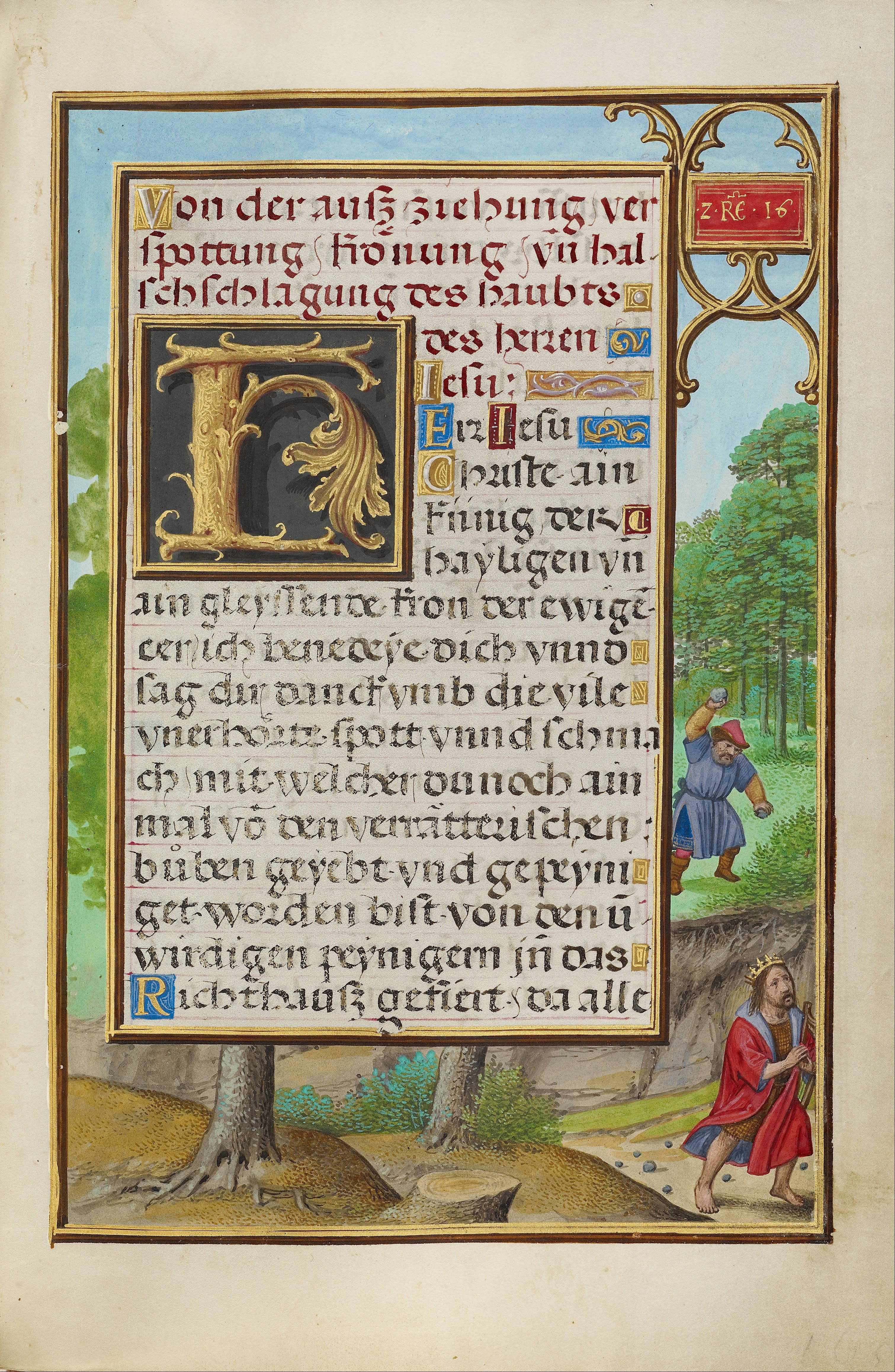
Marge enluminée : Shiméï jetant des pierres à David.

## Postérité et influence
De son vivant, le cardinal fait copier les scènes contenues dans le livre par des artistes de sa cour. En 1534, Nikolaus Glockendon exécute ainsi des copies, généralement très proches ou simplement inversées, des miniatures du manuscrit pour enluminer un autre livre de prières destinée au cardinal, actuellement conservé à la Bibliothèque Estense (Modène) (Ms.α.U.6.7). Son fils Gabriel Glockendon s'inspire lui aussi des miniatures du livre de prières pour illustrer vers 1537 un livre consacré à la Passion du Christ, actuellement à la bibliothèque nationale autrichienne (Ms.1847)).